# Djibril Sow
Djibril Sow, né le 6 février 1997 à Zurich (Suisse), est un footballeur international suisse d'origine sénégalaise qui évolue au poste de milieu de terrain au Séville FC.

## Biographie
Né le 6 février 1997 à Zurich d’un père sénégalais, Djibril Sow grandit dans le quartier du Kreis 4. Il est le cousin de la footballeuse internationale suisse Coumba Sow.

### En club

#### FC Zurich (2013-2015)
En juin 2015, le FC Zurich annonce son départ du club, il rejoint le Borussia M'gladbach où évoluent Nico Elvedi, Yann Sommer et Granit Xhaka.

#### Borussia M'gladbach (2015-2017)
Il signe au Borussia M'gladbach en juin 2015.
Il quitte le club de Bundesliga en juin 2017.

#### Retour en Suisse au BSC Young Boys (2017-2019)
Fin juin 2017, le club de la capitale de Suisse, le BSC Young Boys, annonce l'arrivée du joueur, celui-ci a signé un contrat allant jusqu'en été 2021.
En février 2018, il jouera la finale de Coupe de Suisse après la victoire de l'équipe en demi-finale contre le FC Bâle (sur le score de 2-0). Lors de la finale du 27 mai 2018, YB perd contre le FC Zurich sur le score de 2-1.
En avril 2018, il connaît les joies d'être champion de suisse (lors de la saison 2017-2018) après 32 ans d'attente (est le 12ème titre du club de la Capitale).
En avril 2019, il remporte son deuxième Championnat de Suisse (le 13ème de YB).
Le 27 juin 2019, YB annonce son départ du club et il retourne dans un club de Bundesliga.

#### Eintracht Francfort (2019-2023)
Fin juin 2019, il quitte la suisse et YB pour retourner en Bundesliga mais cette fois à l'Eintracht Francfort, il y a signé un contrat de cinq ans.
Le 22 mai 2022, il remporte la finale d'Europa League avec le club de Francfort-sur-le-Main, il remporte la séance de tir au but (5-4) contre les Rangers FC (score à la fin du temps réglementaire était de 1-1).
Début août 2023, le club annonce son départ après 4 ans et plus de 150 matchs, il rejoint un club de La Liga.

#### Séville FC (depuis 2023)
Le 5 août 2023, il rejoint le dernier vainqueur de l'Europa League, le Séville FC, pour une durée de 5 ans,.

### En équipe nationale

#### Avec les espoirs
Avec les moins de 17 ans, il participe au championnat d'Europe des moins de 17 ans en 2014. Lors de cette compétition, il joue trois matchs, contre l'Allemagne, le Portugal, et l'Écosse, avec pour résultat un nul et deux défaites.
Il joue son premier match avec les espoirs le 14 novembre 2016, en amical contre la Russie (victoire 3-2). Il inscrit son premier but avec les espoirs le 27 mars 2018, contre le Portugal, lors des éliminatoires de l'Euro espoirs 2019 (défaite 2-4).

#### Avec l'équipe première
Appelé pour la première fois par Vladimir Petković dans le cadre d’un match amical contre la Biélorussie en 2017, il doit attendre une année pour sa deuxième convocation, suivie d’une première cape le 8 septembre 2018 lors de la rencontre face à l'Islande lors de la Ligue des nations,.
Il disputa sa première compétition internationale lors de l'Euro 2020, les suisses iront jusqu'en quarts-de-finale éliminés par l'Espagne aux tirs au but.
Le 9 novembre 2022, il est sélectionné par Murat Yakın pour participer à la Coupe du monde 2022.
Le 13 mars 2025, il est de nouveau appelé par le sélectionneur, Murat Yakin, la première fois depuis octobre 2023.

## Statistiques
| Saison                | Club                          | Championnat           | Championnat | Championnat | Coupe(s) nationale(s) | Coupe(s) nationale(s) | Compétition(s) continentale(s) | Compétition(s) continentale(s) | Compétition(s) continentale(s) | Supercoupe UEFA | Supercoupe UEFA | Suisse | Suisse | Total | Total |
| Saison                | Club                          | Division              | M.          | B.          | M.                    | B.                    | Comp.                          | M.                             | B.                             | M.              | B.              | M.     | B.     | M.    | B.    |
| 2014-2015             | FC Zurich rés.                | Promotion League      | 20          | 0           | -                     | -                     | -                              | -                              | -                              | -               | -               | -      | -      | 20    | 0     |
| 2015-2016             | Borussia Mönchengladbach rés. | Regionalliga West     | 15          | 3           | -                     | -                     | -                              | -                              | -                              | -               | -               | -      | -      | 15    | 3     |
| 2016-2017             | Borussia Mönchengladbach rés. | Regionalliga West     | 17          | 3           | -                     | -                     | -                              | -                              | -                              | -               | -               | -      | -      | 17    | 3     |
| Sous-total            | Sous-total                    | Sous-total            | 32          | 6           | 0                     | 0                     | -                              | 0                              | 0                              | 0               | 0               | 0      | 0      | 32    | 6     |
| 2016-2017             | Borussia Mönchengladbach      | Bundesliga            | 1           | 0           | 2                     | 0                     | -                              | -                              | -                              | -               | -               | -      | -      | 3     | 0     |
| 2017-2018             | BSC Young Boys                | Super League          | 27          | 1           | 5                     | 0                     | C1+C3                          | 2+4                            | 0+0                            | -               | --              | -      | -      | 38    | 1     |
| 2018-2019             | BSC Young Boys                | Super League          | 28          | 3           | 3                     | 0                     | C1                             | 8                              | 0                              | -               | -               | 4      | 0      | 43    | 3     |
| Sous-total            | Sous-total                    | Sous-total            | 55          | 4           | 8                     | 0                     | -                              | 14                             | 0                              | 0               | 0               | 4      | 0      | 81    | 4     |
| 2019-2020             | Eintracht Francfort           | Bundesliga            | 29          | 1           | 2                     | 0                     | C3                             | 9                              | 0                              | -               | -               | 2      | 0      | 42    | 1     |
| 2020-2021             | Eintracht Francfort           | Bundesliga            | 29          | 0           | 1                     | 0                     | -                              | 0                              | 0                              | -               | -               | 2      | 0      | 32    | 0     |
| 2021-2022             | Eintracht Francfort           | Bundesliga            | 31          | 2           | 1                     | 0                     | C3                             | 12                             | 1                              | -               | -               | 11     | 0      | 55    | 3     |
| 2022-2023             | Eintracht Francfort           | Bundesliga            | 32          | 4           | 6                     | 0                     | C1                             | 8                              | 0                              | 1               | 0               | 8      | 0      | 55    | 4     |
| Sous-total            | Sous-total                    | Sous-total            | 121         | 7           | 10                    | 0                     | -                              | 27                             | 1                              | 1               | 0               | 25     | 0      | 184   | 8     |
| 2023-2024             | Séville FC                    | LaLiga                | 24          | 1           | 3                     | 0                     | C1                             | 6                              | 0                              | -               | -               | 3      | 0      | 36    | 1     |
| 2024-2025             | Séville FC                    | LaLiga                | 30          | 2           | 2                     | 0                     | -                              | -                              | -                              | -               | -               | 3      | 0      | 35    | 2     |
| 2025-2026             | Séville FC                    | LaLiga                | 1           | 0           | 0                     | 0                     | -                              | -                              | -                              | -               | -               | 0      | 0      | 1     | 0     |
| Sous-total            | Sous-total                    | Sous-total            | 55          | 3           | 5                     | 0                     | -                              | 6                              | 0                              | 0               | 0               | 6      | 0      | 72    | 3     |
| Total sur la carrière | Total sur la carrière         | Total sur la carrière | 284         | 20          | 25                    | 0                     | -                              | 47                             | 1                              | 1               | 0               | 35     | 0      | 392   | 21    |

## Palmarès
- Champion de Suisse en 2018 et en 2019 avec le BSC Young Boys
- Finaliste de la Coupe de Suisse en 2018 avec le BSC Young Boys
- Vainqueur de la Ligue Europa en 2022 avec l'Eintracht Francfort.